# Щербаков, Павел Андреевич
Па́вел Андре́евич Щербако́в — советский хозяйственный, государственный и политический деятель.

## Биография
Родился 16 февраля 1916 г. в станице Городищенской Оренбургского уезда Оренбургской губернии в казачьей семье. 
Отец - Щербаков Андрей Васильевич (1871-1933), умер от Голодомора, последовавшего за репрессиями против казаков,  мать - Щербакова ( в девичестве Овсянникова) Зинаида Ивановна (1875-1939).  
В 1930-1933 гг. — шорник в колхозе «Красный Октябрь» в станице Городищенской .  После окончания школы колхозной молодежи в 1933 году  был направлен по комсомольской путевке на строительство Магнитогорского металлургического комбината, старший пионервожатый, заведующий отделом, секретарь Магнитогорского горкома ВЛКСМ, участник Великой Отечественной войны - штурман самолета-бомбардировщика, парторг эскадрильи. 
В послевоенные годы  заведующий отделом Магнитогорского горкома партии, секретарь Кировского райкома КПСС, 1-й заместитель председателя горисполкома, 2-й, 1-й секретарь Челябинского горкома партии, председатель Челябинского областного комитета партийно-государственного контроля, секретарь Челябинского обкома КПСС, заместитель председателя Челябинского облисполкома.
Избирался депутатом Верховного Совета СССР 6-го созыва. Делегат XX и XXII съездов КПСС.
Умер в Челябинске в 1994 году.